# Herbert Morris
Herbert Roger Morris (16. juli 1915 - 22. juli 2009) var en amerikansk roer og olympisk guldvinder, født i Seattle.
Morris var med i USA's otter, der vandt guld ved OL 1936 i Berlin, den 5. amerikanske OL-guldmedalje i otteren i træk. Resten af besætningen bestod af brødrene Charles Day, Gordon Adam, John White, James McMillin, George Hunt, Joe Rantz, Donald Hume og styrmand Robert Moch. Samtlige otte roere var studerende ved University of Washington. Der deltog i alt 14 både i konkurrencen, hvor amerikanerne sikrede sig guldet foran Italien og Tyskland, der vandt henholdsvis sølv og bronze. Det var de eneste olympiske lege Morris deltog i.

## OL-medaljer
- 1936:  Guld i otter